# КАБ-500
КАБ-500 — семейство советских и российских корректируемых авиационных бомб калибром 500 килограммов.
Первая из семейства — КАБ-500Л, управляемая по лазерному лучу, была принята на вооружение в 1975 году.
В 1984 году была принята на вооружение следующая бомба этого семейства — КАБ-500Кр, наводящаяся на цель с помощью телевизионной ГСН.
В последующем была разработана КАБ-500С с наведением по ГЛОНАСС.
Боевая часть бомбы может быть бетонобойной для разрушения бетонных перекрытий, фугасной и объёмнодетонирующей для поражения пехоты и техники, в том числе в укрытиях, ударной волной.

## Описание

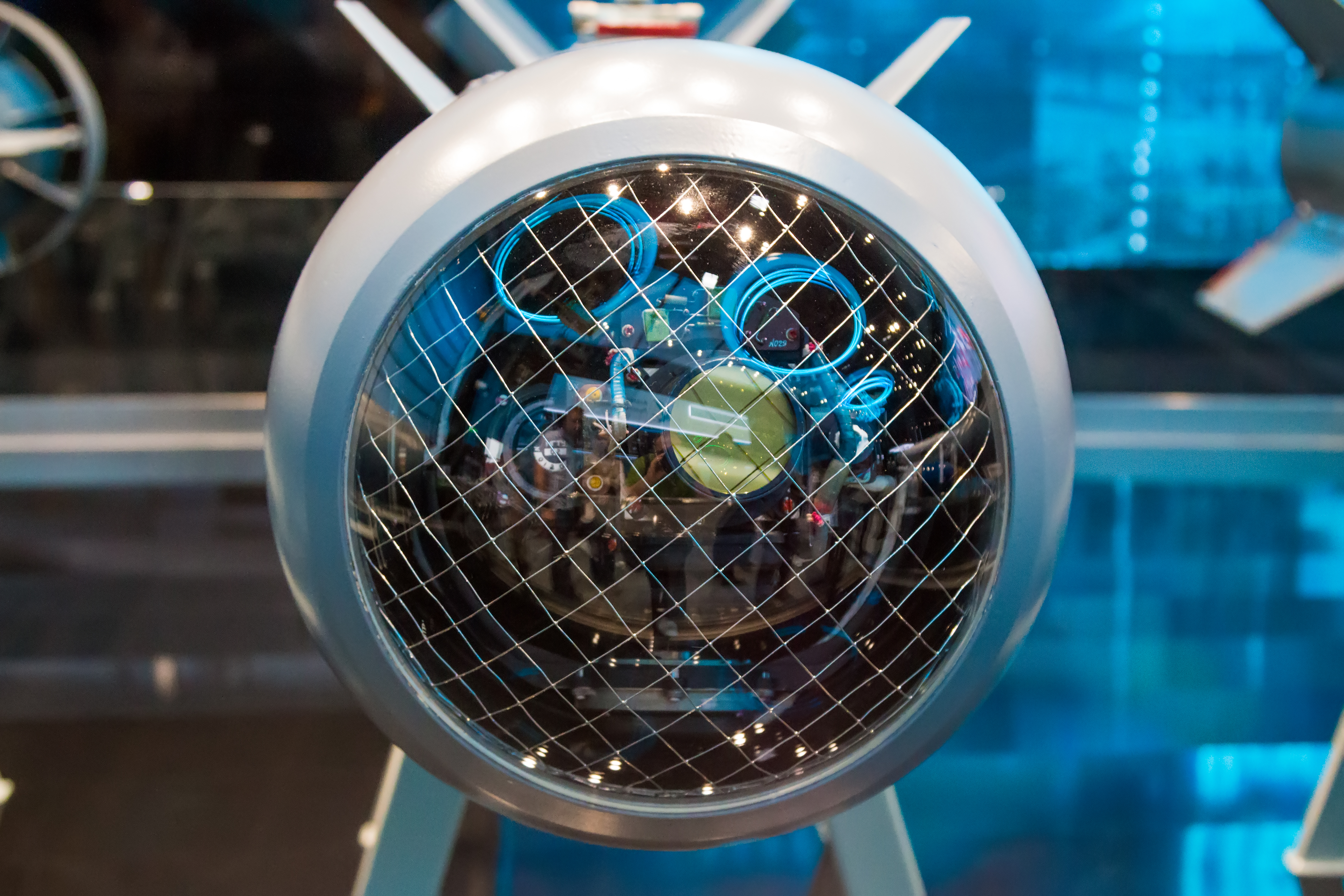
Телевизионно-корреляционная ГСН КАБ-500Кр.

Управляемая (корректируемая) авиационная бомба (КАБ) относится к высокоточному оружию. Свойство планирования, которым обладают КАБ, позволяет самолётам-носителям применять их без входа в зону объектовой ПВО противника.
КАБ-500Л оснащена лазерной флюгерной головкой самонаведения и наводится на цель по отражённому лазерному излучению системы лазерного целеуказания, предназначена для поражения широкой номенклатуры наземных и надводных стационарных целей. Система наведения бомбы на цель — по отражённому лазерному излучению системы лазерного целеуказания. Лазерная система наведения позволяет поражать двигающиеся цели, но требует наличия на самолёте оборудования «захвата цели» и её отслеживания с непрерывной подсветкой лазером.
КАБ-500Кр предназначена для поражения неподвижных наземных и надводных малоразмерных прочных целей типа железобетонных укрытий (ЖБУ), взлётно-посадочных полос (ВПП), железнодорожных и шоссейных мостов, военно-промышленных объектов, кораблей и транспортных судов. КАБ-500Кр оснащена телевизионно-корреляционной головкой самонаведения (ГСН). Телевизионные головки самонаведения с корреляционным алгоритмом обработки информации о цели способны «запомнить» местонахождение цели и корректировать полёт бомбы до встречи с целью, чем обеспечивается реализация принципа «сбросил — забыл». Такие ГСН позволяют поражать замаскированные цели при наличии ориентиров на местности и координат цели относительно этих ориентиров. Недостатком телевизионной головки наведения является зависимость от погодных условий и чувствительность к контрасту изображения.
Современная авиабомба КАБ-500С оснащена аппаратурой спутникового наведения и фугасной боевой частью (масса ВВ — 195 кг) и предназначена для поражения по принципу «сбросил — забыл» стационарных наземных и надводных целей типа складов, военно-промышленных объектов, кораблей на стоянках в любое время суток и при любой погоде. КАБ-500С-Э обеспечивает поражение целей, координаты которых заранее известны, либо могут быть заданы с борта носителя в процессе подготовки к сбросу.
По словам главного конструктора направления авиационных средств поражения ГНПП «Регион» Алексея Козырева, авиабомба КАБ-500С способна использовать для наведения на цель данные иностранных спутников системы GPS.

## Варианты

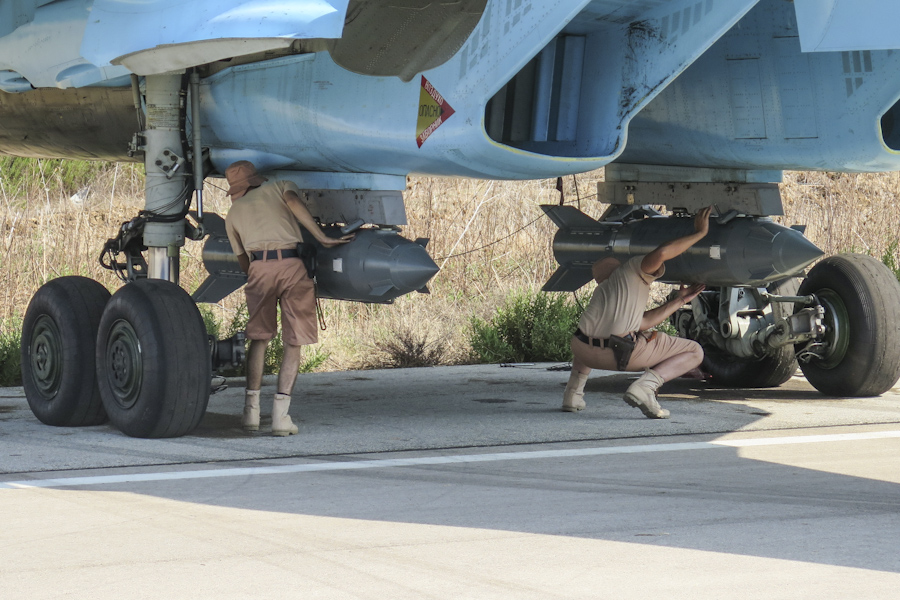
КАБ-500С, Су-34, Сирия, 2015

- КАБ-500Кр. Телевизионно-корреляционная ГСН. Фугасно-бетонобойная боевая часть.
- КАБ-500Кр-Э. Потолок применения увеличен до 10 км[2].
- КАБ-500-ОД. Телевизионно-корреляционная ГСН. Объёмно-детонирующая боевая часть.
- КАБ-500-Л. С лазерной флюгерной ГСН. Фугасная боевая часть.
- КАБ-500-ЛГ
- КАБ-500С. Наведение по ГЛОНАСС. Фугасная боевая часть. Несмотря на первоначальные сообщения об отказе от бомб в связи с их высокой стоимостью (Цена КАБ-500С 3 млн руб.[3]) и отсутствии сообщений в печати о принятии на вооружение, КАБ-500С фигурирует в видеохронике[4] и официальных заявлениях МО РФ из Сирии[5][6].
- КАБ-500С-Э. С аппаратурой спутникового наведения и фугасной головной частью[7][8].

## Тактико-технические характеристики

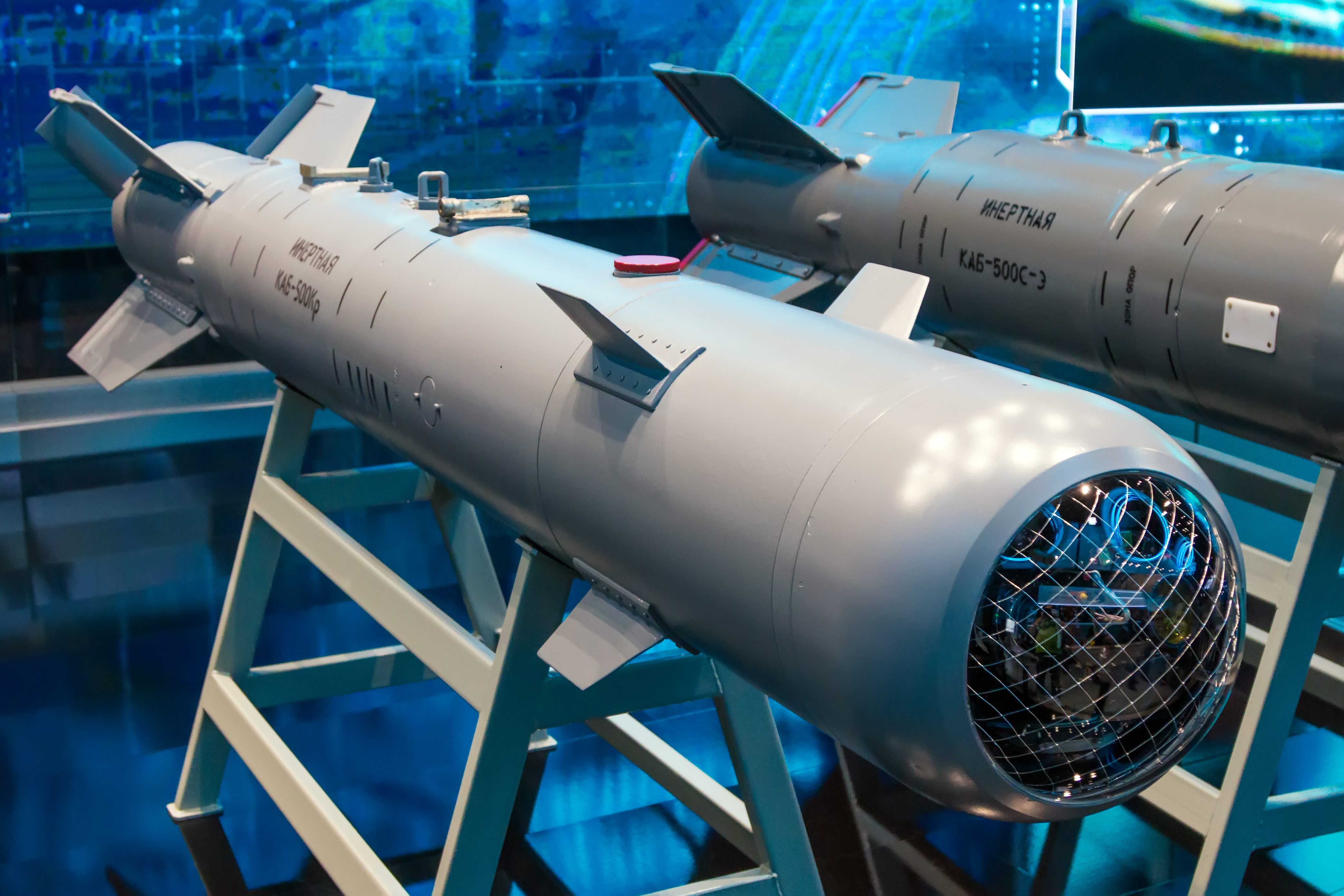
КАБ-500Кр на форуме Армия-2022

|                      | КАБ-500Кр            | КАБ-500-ОД           | КАБ-500С     | КАБ-500Л     |
| -------------------- | -------------------- | -------------------- | ------------ | ------------ |
| Масса бомбы, кг      | 520                  | 370                  | 560          | 534          |
| Масса БЧ, кг         | 380                  | 250                  | 380          | 360          |
| Масса ВВ, кг         | 100                  | 140                  | 195          | —            |
| Тип БЧ               | Фугасно-бетонобойная | Объёмно-детонирующая | Фугасная     | Фугасная     |
| Диаметр, мм          | 350                  | 350                  | 400          | 400          |
| Размах оперения, мм  | 750                  | 750                  | 750          | 750          |
| Длина                | 3050                 | 3050                 | 3000         | 3050         |
| КВО, м               | 4—7                  | 4—7                  | 7—12         | 7—10         |
| Дальность сброса, км | не менее 2—9         | не менее 2—9         | не менее 2—9 | не менее 2—9 |

## Боевое применение
9 октября 2015 года в Сирии бомбой КАБ-500С ВКС РФ уничтожены 200 боевиков и 2 командира.
21 октября 2015 года в районе населенного пункта Сармин (Сирия) провинции Идлиб ударом корректируемых авиабомб КАБ-500 с истребителя-бомбардировщика Су-34 был нанесён точечный удар по подвалу одного из брошенных одиночных строений, уничтоживший данный объект со всем содержимым. Данный объект использовался как место сбора главарей боевиков.
Используется во время вторжения России на Украину.